# Incilius periglenes
Incilius periglenes је водоземац из реда жаба (Anura) и фамилије Bufonidae.

## Угроженост
Ова врста је изумрла, што значи да нису познати живи примерци.

## Распрострањење
Ареал врсте је био ограничен на једну државу, Костарику.

## Станиште
Ранија станишта врсте су укључивала шуме и слатководна подручја од 1.500 до 1.620 метара надморске висине.